# ピルミン・シュヴェクラー
ピルミン・シュヴェクラー（Pirmin Schwegler, 1987年3月9日 - ）は、スイス・エティスヴィル出身の元プロサッカー選手。現役時代のポジションはミッドフィルダー（MF）。
兄はFCルツェルン所属のクリスティアン・シュヴェクラー。

## 経歴
スイスのFCルツェルンでプロデビュー。2005年にBSCヤングボーイズに加入する。このクラブで１年間過ごし、2006年にブンデスリーガのバイエル・レバークーゼンへ移籍。目立った活躍が出来ないまま、2009年7月アイントラハト・フランクフルトに3年契約で移籍した。フランクフルトではキャプテンを務めた。
2014年5月6日、TSG1899ホッフェンハイムに3年契約で移籍。
2009年8月スイス代表として初出場した。また2010 FIFAワールドカップにも選出された。

## 所属クラブ
- 2003年 - 2005年  FCルツェルン
- 2005年 - 2006年  BSCヤングボーイズ
- 2006年 - 2009年  バイエル・レバークーゼン
- 2009年 - 2014年  アイントラハト・フランクフルト
- 2014年 - 2017年  TSG1899ホッフェンハイム
- 2017年 - 2019年  ハノーファー96
- 2019年 - 2020年  ウェスタン・シドニー・ワンダラーズFC

## 代表歴

### 出場大会
- スイス代表
  - 2010 FIFAワールドカップ

### 試合数
- 国際Aマッチ 14試合 0得点（2009年-2014年）[2]

| スイス代表 | 国際Aマッチ | 国際Aマッチ |
| 年         | 出場        | 得点        |
| ---------- | ----------- | ----------- |
| 2009       | 2           | 0           |
| 2010       | 8           | 0           |
| 2011       | 1           | 0           |
| 2012       | 0           | 0           |
| 2013       | 2           | 0           |
| 2014       | 1           | 0           |
| 通算       | 14          | 0           |